# 谭强 (1963年)
谭强（1963年10月20日—2013年11月21日），祖籍安徽旌德县，出生在江苏省泰州市海陵区，任中国致公党江苏省泰州市委宣传部长，中国人民政治协商会议江苏省泰州市委员会委员，江苏省泰州市科委科技创业中心主任。先后多年挂职于北京中国科学院和南京的中国科学院南京分院，在每一个工作岗位上都做出了积极的贡献，成绩卓著，深受好评。
1. ↑  .   [2013-12-12]. （原始内容存档于2013-12-15）.